# بالتینو
بالتینو (انگلیسی: Baltino) یک شهرک در شهرستان کارماسکالینسکی استان باشقیرستان کشور روسیه است.